# Ceropsylla ferruginea
Ceropsylla ferruginea är en insektsart som beskrevs av Mathur 1975. Ceropsylla ferruginea ingår i släktet Ceropsylla och familjen spetsbladloppor. Inga underarter finns listade i Catalogue of Life.